# James D. Phelan
James D. Phelan (San Francisco, 1861. április 20. – Saratoga, 1930. augusztus 7.) az Amerikai Egyesült Államok szenátora (Kalifornia, 1915–1921).